# Tylosis oculatus
Tylosis oculatus är en skalbaggsart som beskrevs av Leconte 1850. Tylosis oculatus ingår i släktet Tylosis och familjen långhorningar. Inga underarter finns listade i Catalogue of Life.